# UFC Fight Night: Edgar vs. The Korean Zombie
UFC Fight Night: Edgar vs. The Korean Zombie (também conhecido como UFC Fight Night 165 ou UFC on ESPN+ 23) foi um evento de MMA produzido pelo Ultimate Fighting Championship no dia 21 de dezembro de 2019, na Sajik Arena, em Busan, Coreia do Sul.

## Background
O evento marcou a primeira visita da organização a Busan e a segunda para a Coreia do Sul, depois de UFC Fight Night: Henderson vs. Masvidal em novembro de 2015.
O duelo nos penas entre o ex-desafiante dos penas Brian Ortega e o também ex-desafiante da categoria Chan Sung Jung estava programado para o evento. Porém, Ortega saiu do combate no início de dezembro devido a uma lesão no joelho. Ele foi substituído pelo ex-campeão peso leve Frankie Edgar.
O combate nos moscas feminino entre Ji Yeon Kim e Sabina Mazo estava agendado para o evento. Entretanto, no dia 1 de novembro, Kim saiu do duelo por uma lesão desconhecida e o combate então foi cancelado.
A luta nos moscas feminino entre Veronica Macedo e Amanda Lemos estava prevista para este evento. No entanto, Macedo foi removida do card em favor do duelo contra Ariane Lipski em 16 de novembro no UFC Fight Night: Błachowicz vs. Jacaré. Para seu lugar foi chamada Miranda Granger.

## Resultados
Nota 1 Choi teve um ponto deduzido no primeiro round por segurar na grade repetidas vezes. 

## Bônus da Noite
Os lutadores receberam $50.000 de bônus:
- Luta da Noite:  Charles Jourdain vs.  Doo Ho Choi
- Performance da Noite:  Chan Sung Jung e  Alexandre Pantoja

## Ligações Externas
1. ↑  Nota 1